# Jemez
Jemez (ponekad i kao Towa) /od Ha'-mish ili Hae'-mish, Keres ime za pueblo/, pleme Tanoan Indijanaca iz grupe Towa sa sjeverne obale rijeke Jemez, srodni Pecosima, a danas nastanjeni na pueblo rezervatu Jemez u Novom Meksiku. Od nekadašnjih 3,000 (1650) broj im je 2005. narastao na 3,400 (Whatley).

## Jezik
Jezik jemeza pripada poodici Tanoan a 1990. ima 1,437 govornika, od kojih je tek šestorica bilo monolingualno. 

## Sela
Jemezi su imali nekih 10 sela, dok ostali nazivi nisu identificirani, viz.: Amushungkwa,  Anyukwinu, Astialakwa, Bulitzequa (lokacija nepoznata), Gyusiwa, Kiashita, Patoqua, Setokwa i Wabakwa.

## Povijest
Jemezi prvi kontakt s Europljanima imaju 1541., dolaskom Coronada (c. 1510 – 1554), a u drugoj polovici istog stoljeća posjećuju ih i Espejo (1583) i Oñate (1598). Utemeljenjem misija u ranom 17. stoljeću koncentrirani su oko dva naselja, Gyusiwa (San Diego de Jemez) i Astialakwa. Godine 1680. dolazi do Pueblo ustanka kojega je poveo San Juan Tewa Pope. Ustanak će biti ugušen tek 1694. Vargasovim napadom, u kojem će ih 84 biti ubijeno a 361 odveden u zarobljeništvo. Dvije godine kasnije opet se pobune i pobiju meisionare, pobjegavši nakon toga u zemlju Navaha. Nakon nekoliko godina u egzilu, vrate se u staru domovinu i sagradiše sebi pueblo koji su prozvali Walatoa, "Village of the Bear" na kojemu žive i danas. Godine 1838. pridruže im se i ostaci nadvladanih Pecosa s gornjeg toka Pecosa, a brojno stanje uključujući obje grupe 1904. iznosilo je 498. današnji Jemezi 

## Tekst naslova
Kultura Jemeza je sjedilačka i agrikulturna, tipična je ostalim pueblo grupama. 

## Vanjske poveznice
- Jemez Indian Tribe History
- Jemez Pueblo
- Jemez Clay Pottery  Arhivirana inačica izvorne stranice od 18. prosinca 2007. (Wayback Machine)